# Социална история
Социална история, също наричана нова социална история е дял на историята, който включва история на обикновените хора и техния начин на живот.

## Клонове
- Демографска история
- Етническа история
- История на труда
- История на жените
- Джендърна история – история на мъжете, на различните джендърни роли, също така и история на хомосексуалността
- История на образованието
- Градска история или история на града
- Селскостопанска история